# 国立病院機構宇多野病院
独立行政法人国立病院機構宇多野病院（どくりつぎょうせいほうじんこくりつびょういんきこううたのびょういん）は、京都府京都市右京区にある医療機関。独立行政法人国立病院機構が運営する病院である。旧国立療養所宇多野病院。
政策医療分野における神経・筋疾患の基幹医療施設、免疫異常の専門医療施設であり、骨・運動器疾患、長寿医療、国際医療協力、循環器病も手がける。
京都市立鳴滝総合支援学校が隣接しており、入院中の児童生徒が通学している。

## 沿革
- 1920年3月19日 - 京都市立宇多野療養所として開院。
- 1943年4月1日 - 日本医療団に移管、日本医療宇多野療養所となる。
- 1947年4月1日 - 厚生省に移管、国立宇多野療養所に改称。
- 1970年4月1日 - 国立療養所宇多野病院と改称。
- 2001年1月6日 - 厚生労働省へ移管。
- 2004年4月1日 - 独立行政法人国立病院機構宇多野病院に移行。

## 診療科
- 内科
- 循環器科
- 呼吸器科
- リウマチ科
- アレルギ－科
- 神経内科
- 小児科
- (心療内科)
- (精神科)
- (外科)
- 消化器内科
- 整形外科
- 脳神経外科
- 呼吸器外科
- 泌尿器科
- 眼科
- 耳鼻咽喉科
- リハビリテーション科
- 放射線科
- 麻酔科
- 歯科
- ペインクリニック内科

計22診療科
※（　　　）は休診中

## 専門外来
- 神経免疫外来
- もの忘れ外来
- 変形性膝関節症外来
- 発作外来
- 脳血管内科外来
- ペインクリニック外来
- 遺伝カウンセリング外来
- 睡眠時無呼吸・いびき外来
- 禁煙外来
- セカンドオピニオン外来

## 医療機関の指定等

### 関西脳神経筋センター
あらゆる脳、脊椎、末梢神経、筋の急性期から慢性期までの疾患に対応する診断と治療を行う。
　また、サブセンターとして以下のセンターを有している。
- パーキンソン病センター

　　内科的治療にとどまらず、脳深部での刺激などの外科的治療を含めた融合的先端治療を提供し、多数の患者データをベースとした臨床研究や治験で高い実績をもっている。　
- 多発性硬化症センター

　　我が国最多の診療実績をもつ病院として、特に、難治例、長期例を中心に臨床研究の推進と先端的治療を行っている。
- 関西てんかんセンター

　　難治性てんかんについては、ビデオ・脳波モニタリングなどを用いて、焦点の同定や発作型の判定を行い、最適な治療方針を決めている。側頭葉てんかんの難治例では外科的治療も行っている。
- 脊椎・脊髄外科センター

　　脊椎疾患や脊髄疾患は整形外科、脳神経外科、神経内科など多数の診療科が協力し、正確な診断、最良の治療を提供している。
- 脳卒中・心臓センター

　　急性期脳卒中に対しては迅速な神経放射線学的診断をもとにした治療を提供している。外科的治療も提供している。内科・外科の密接な連携による、急性期治療、早期の総合的リハビリテーション導入による専門医療を行う。

### 京都市西北部基幹医療施設
各種一般疾患に対する地域医療を充実させ、内科、循環器科、呼吸器科、リュウマチ膠原病内科、アレルギー科、消化器科、糖尿病科、整形外科、泌尿器科、眼科、耳 鼻科、麻酔科、放射線科、臨床検査科などの診療が行われている。
最新の医療機器を用いた超音波診断法、内視鏡診断法、放射線・ＣＴ・ＭＲＩ・核医学（アイソトープ）・血管撮影法などを駆使した診断に基づき、最新の技術による内科的薬物療法・理学療法あるいは外科手術治療、血管内手術療法などを行っている。 
また 国立病院機構の長寿医療専門医療施設として認知症（もの忘れ・痴呆症）にも力をいれ、もの忘れ外来が設置されており、骨粗鬆症など高齢者の専門的診療も実施している。

### 京都府難病相談支援センター
京都府から難病拠点病院に指定されており、平成17年から京都府難病相談・支援センターが設置されている。

### リウマチ・関節センター
リウマチ膠原病内科SLE、リウマチ性関節炎など膠原病の最新治療を提供している。整形外科の関節専門医が外科的治療の優れた成績を上げている。

## 交通アクセス
- 京都市営地下鉄　太秦天神川駅からタクシーで10分(3km)
- 阪急西院駅から京都市営バス26系統で約25分、宇多野病院前下車。
- 京阪三条駅から京都市営バス10系統・59系統で約45分、宇多野病院前下車。
- JR嵯峨野線円町駅から京都市営バス26系統で約20分、宇多野病院前下車。
- JR京都駅から京都市営バス26系統で約45分、宇多野病院前下車。
- JR嵯峨野線太秦駅から徒歩で約25分